# Wilkes Land

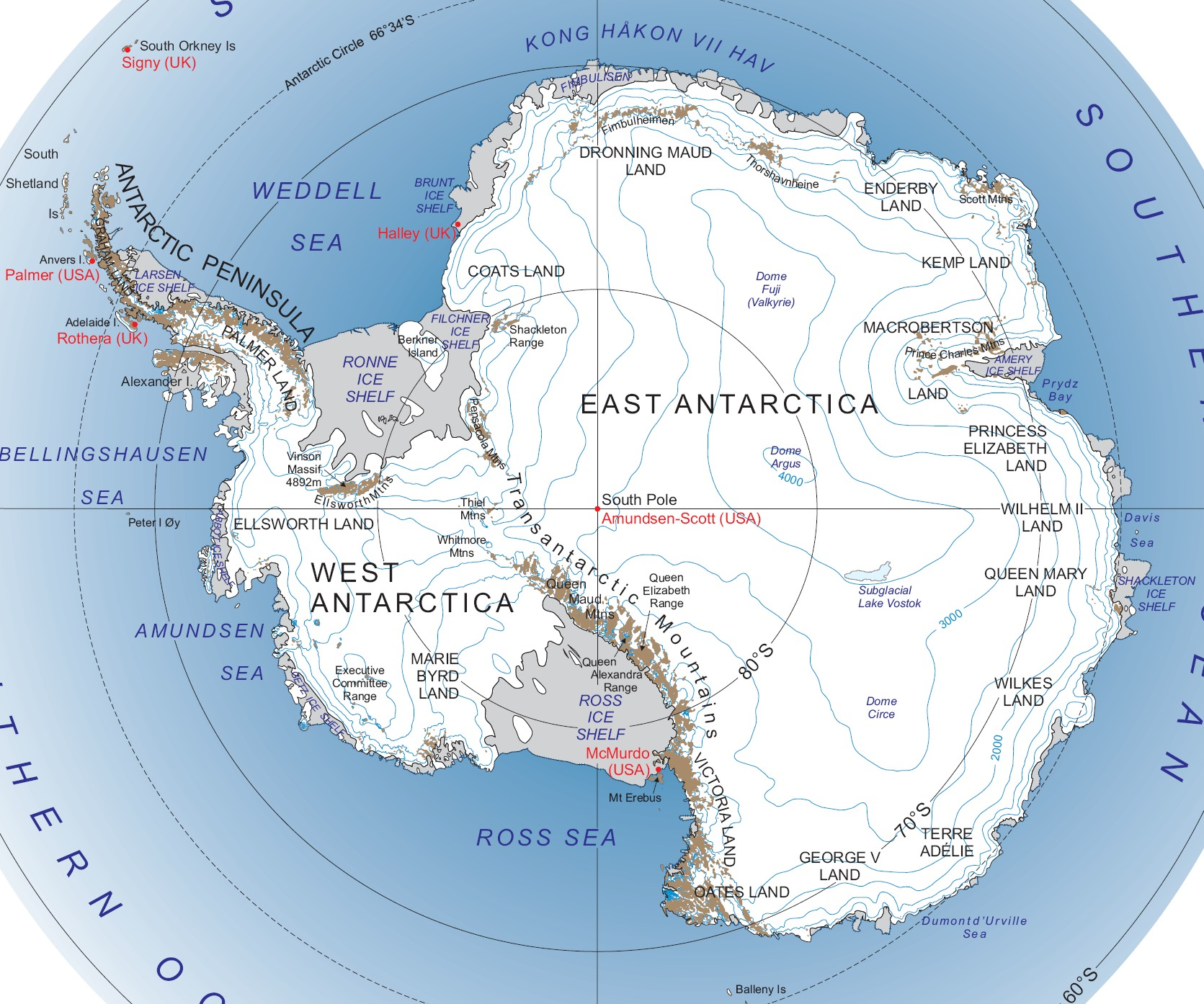
Lägeskarta, Wilkes Land på högra nedre sidan.

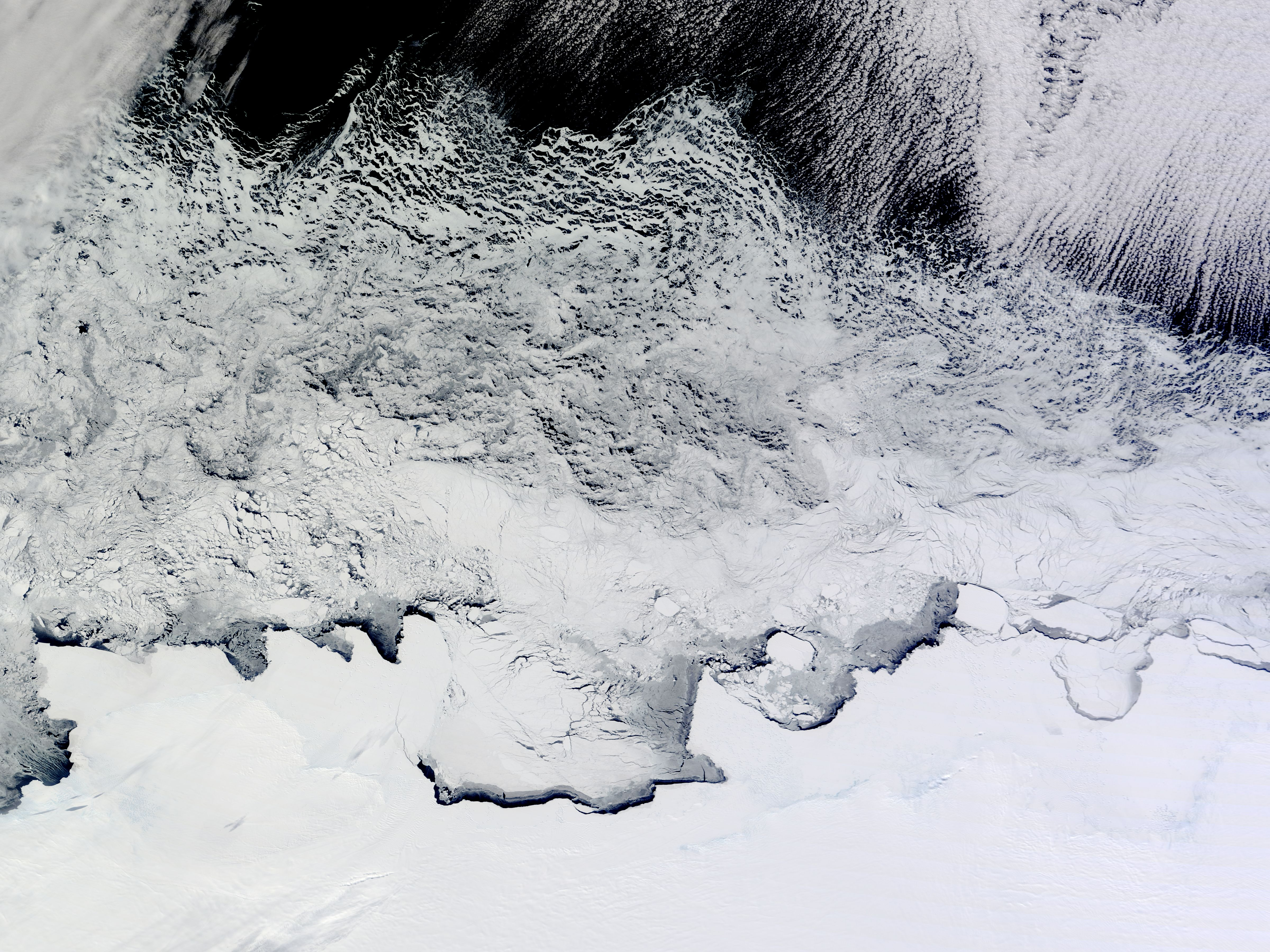
Delar av Wilkes Land (Budd Coast, Sabrina Coast, Banzare Coast).

Wilkes land (engelska: Wilkes Land och Wilkes Coast) är ett landområde i östra Antarktis.

## Geografi
Wilkes Land ligger i Östantarktis mellan Queen Mary land och Adélieland. Området ligger direkt vid Antarktiska oceanen mellan Cape Hordern och Pourquoi Pas Point. Området har en area på cirka 2 600 000 km² och sträcker sig mellan cirka 100° 30' Ö till 136° 11' Ö.
Området är småkuperat med området Norths Highland och den antarktiska oasen Bunger Hills på gränsen mot Queen Mary Land som högsta punkt.
Wilkes Land omfattar:
- delar av Knox Coast, (mellan 100° 31' Ö till 109° 16' Ö)
- Budd Coast, (mellan 109° 16' Ö till 115° 33' Ö)
- Sabrina Coast, (mellan 115° 33' Ö till 122° 05' Ö)
- Banzare Coast, (mellan 122° 05' Ö till 130° 10' Ö)
- Claire Coast, (mellan 130° 10' Ö till 136° 11' Ö)

Området ligger inom Australiska Antarktis (Australiens Landanspråk på Antarktis).

## Historia
Wilkes Land namngavs efter Charles Wilkes, ledaren för United States Exploring Expedition åren 1838–1842 som då siktade kontinenten i december 1839.
Delar av området kartlades från luften även åren 1946–1947 under Operation Highjump under ledning av USA:s flotta.
Wilkes Land har även utforskats av Australian National Antarctic Research Expeditions (ANARE) åren 1956–1960 och av sovjetiska expeditioner åren 1956–1959.
1947 fastställdes det nuvarande namnet av amerikanska "Advisory Committee on Antarctic Names" (US-ACAN, en enhet inom United States Geological Survey).
2006 upptäcktes den stora Wilkeskratern under isen på cirka 1500 meters djup. Kratern har en diameter på cirka 500 km (mer än dubbla storleken som Chicxulubkratern) och förmodas härstamma från ett stort meteoritnedslag för cirka 250 miljoner år sedan.

## Wilkes land i populärkultur
- Wilkes land syns i filmen Arkiv X: Fight The Future från 1998. Fox Mulder reser till Antarktis för att  rädda sin partner Dana Scully, som hålls där mot sin vilja. Väl där upptäcker han ett hemligt laboratorium som drivs av Cigarette Smoking Man.